# Qatar Ladies Open 2022 - Qualificazioni singolare
Le qualificazioni del singolare femminile del Qatar Ladies Open 2022 sono state un torneo di tennis preliminare per accedere alla fase finale della manifestazione. Le vincitrici dell'ultimo turno sono entrate di diritto nel tabellone principale. In caso di ritiro di una o più giocatrici aventi diritto, a queste sono subentrate le lucky loser, ossia le giocatrici che avevano perso nell'ultimo turno ma che avevano una classifica più alta rispetto alle altre partecipanti che avevano comunque perso nel turno finale.

## Teste di serie
1. Marta Kostjuk (qualificata)
2. Andrea Petković (qualificata)
3. Aljaksandra Sasnovič (qualificata)
4. Zhang Shuai (qualificata)
5. Jaqueline Cristian (ultimo turno, lucky loser)
6. Arantxa Rus (ultimo turno, lucky loser)
7. Maryna Zanevs'ka (ultimo turno)
8. Beatriz Haddad Maia (qualificata)

1. Kristína Kučová (ultimo turno)
2. Anna Bondár (ultimo turno)
3. Heather Watson (primo turno)
4. Astra Sharma (primo turno)
5. Martina Trevisan (primo turno)
6. Kaja Juvan (qualificata)
7. Claire Liu (ultimo turno)
8. Océane Dodin (qualificata)

## Qualificate
1. Marta Kostjuk
2. Andrea Petković
3. Aljaksandra Sasnovič
4. Zhang Shuai

1. Océane Dodin
2. Stefanie Vögele
3. Kaja Juvan
4. Beatriz Haddad Maia

### Lucky loser
1. Jaqueline Cristian

1. Arantxa Rus

## Tabellone

### Legenda
| - Q = Qualificato - WC = Wild card - LL = Lucky loser | - ALT = Alternate - SE = Special Exempt - PR = Protected Ranking | - w/o = Walkover - r = Ritirato - d = Squalificato |

### Sezione 1
|  | Primo turno | Primo turno         | Primo turno         | Primo turno | Primo turno |  |  | Ultimo turno | Ultimo turno  | Ultimo turno  | Ultimo turno | Ultimo turno |  |
|  |             |                     |                     |             |             |  |  |              |               |               |              |              |  |
|  | 1           | Marta Kostjuk       | Marta Kostjuk       | 6           | 6           |  |  |              |               |               |              |              |  |
|  | WC          | Mubaraka Al-Naimi   | Mubaraka Al-Naimi   | 1           | 2           |  |  | 1            | Marta Kostjuk | Marta Kostjuk | 7            | 6            |  |
|  |             | Anastasija Gasanova | Anastasija Gasanova | 4           | 1           |  |  | 15           | Claire Liu    | Claire Liu    | 5            | 4            |  |
|  | 15          | Claire Liu          | Claire Liu          | 6           | 6           |  |  |              |               |               |              |              |  |

### Sezione 2
|  | Primo turno | Primo turno      | Primo turno      | Primo turno | Primo turno |  |  | Ultimo turno | Ultimo turno    | Ultimo turno    | Ultimo turno | Ultimo turno |  |
|  |             |                  |                  |             |             |  |  |              |                 |                 |              |              |  |
|  | 2           | Andrea Petković  | 2                | 6           | 6           |  |  |              |                 |                 |              |              |  |
|  |             | Ellen Perez      | 6                | 2           | 0           |  |  | 2            | Andrea Petković | Andrea Petković | 6            | 6            |  |
|  |             | Mirjam Björklund | Mirjam Björklund | 2           | 4           |  |  | 10           | Anna Bondár     | Anna Bondár     | 0            | 2            |  |
|  | 10          | Anna Bondár      | Anna Bondár      | 6           | 6           |  |  |              |                 |                 |              |              |  |

### Sezione 3
|  | Primo turno | Primo turno          | Primo turno          | Primo turno | Primo turno |  |  | Ultimo turno | Ultimo turno         | Ultimo turno         | Ultimo turno | Ultimo turno |  |
|  |             |                      |                      |             |             |  |  |              |                      |                      |              |              |  |
|  | 3           | Aljaksandra Sasnovič | Aljaksandra Sasnovič | 6           | 6           |  |  |              |                      |                      |              |              |  |
|  |             | Ana Bogdan           | Ana Bogdan           | 1           | 1           |  |  | 3            | Aljaksandra Sasnovič | Aljaksandra Sasnovič | 6            | 6            |  |
|  | PR          | Kirsten Flipkens     | 5                    | 6           | 6           |  |  | PR           | Kirsten Flipkens     | Kirsten Flipkens     | 3            | 2            |  |
|  | 12          | Astra Sharma         | 7                    | 1           | 3           |  |  |              |                      |                      |              |              |  |

### Sezione 4
|  | Primo turno | Primo turno       | Primo turno       | Primo turno | Primo turno |  |  | Ultimo turno | Ultimo turno      | Ultimo turno      | Ultimo turno | Ultimo turno |  |
|  |             |                   |                   |             |             |  |  |              |                   |                   |              |              |  |
|  | 4           | Zhang Shuai       | Zhang Shuai       | 6           | 6           |  |  |              |                   |                   |              |              |  |
|  |             | Diane Parry       | Diane Parry       | 1           | 0           |  |  | 4            | Zhang Shuai       | Zhang Shuai       | 6            | 6            |  |
|  |             | Marina Mel'nikova | Marina Mel'nikova | 7           | 6           |  |  |              | Marina Mel'nikova | Marina Mel'nikova | 0            | 3            |  |
|  | 11          | Heather Watson    | Heather Watson    | 5           | 1           |  |  |              |                   |                   |              |              |  |

### Sezione 5
|  | Primo turno | Primo turno        | Primo turno        | Primo turno | Primo turno |  |  | Ultimo turno | Ultimo turno       | Ultimo turno       | Ultimo turno | Ultimo turno |  |
|  |             |                    |                    |             |             |  |  |              |                    |                    |              |              |  |
|  | 5           | Jaqueline Cristian | Jaqueline Cristian | 6           | 6           |  |  |              |                    |                    |              |              |  |
|  | Alt         | Ulrikke Eikeri     | Ulrikke Eikeri     | 1           | 2           |  |  | 5            | Jaqueline Cristian | Jaqueline Cristian | 2            | 64           |  |
|  |             | Harriet Dart       | Harriet Dart       | 5           | 4           |  |  | 16           | Océane Dodin       | Océane Dodin       | 6            | 7            |  |
|  | 16          | Océane Dodin       | Océane Dodin       | 7           | 6           |  |  |              |                    |                    |              |              |  |

### Sezione 6
|  | Primo turno | Primo turno      | Primo turno      | Primo turno | Primo turno |  |  | Ultimo turno | Ultimo turno    | Ultimo turno | Ultimo turno | Ultimo turno |  |
|  |             |                  |                  |             |             |  |  |              |                 |              |              |              |  |
|  | 6           | Arantxa Rus      | Arantxa Rus      | 6           | 6           |  |  |              |                 |              |              |              |  |
|  |             | Irina Maria Bara | Irina Maria Bara | 3           | 0           |  |  | 6            | Arantxa Rus     | 2            | 6            | 1            |  |
|  |             | Stefanie Vögele  | Stefanie Vögele  | 6           | 6           |  |  |              | Stefanie Vögele | 6            | 2            | 6            |  |
|  | 13          | Martina Trevisan | Martina Trevisan | 4           | 4           |  |  |              |                 |              |              |              |  |

### Sezione 7
|  | Primo turno | Primo turno      | Primo turno      | Primo turno | Primo turno |  |  | Ultimo turno | Ultimo turno     | Ultimo turno | Ultimo turno | Ultimo turno |  |
|  |             |                  |                  |             |             |  |  |              |                  |              |              |              |  |
|  | 7           | Maryna Zanevs'ka | Maryna Zanevs'ka | 6           | 3           |  |  |              |                  |              |              |              |  |
|  |             | Bernarda Pera    | Bernarda Pera    | 3           | 0r          |  |  | 7            | Maryna Zanevs'ka | 6            | 1            | 5            |  |
|  | WC          | Anna Danilina    | Anna Danilina    | 2           | 2           |  |  | 14           | Kaja Juvan       | 2            | 6            | 7            |  |
|  | 14          | Kaja Juvan       | Kaja Juvan       | 6           | 6           |  |  |              |                  |              |              |              |  |

### Sezione 8
|  | Primo turno | Primo turno         | Primo turno         | Primo turno | Primo turno |  |  | Ultimo turno | Ultimo turno        | Ultimo turno | Ultimo turno | Ultimo turno |  |
|  |             |                     |                     |             |             |  |  |              |                     |              |              |              |  |
|  | 8           | Beatriz Haddad Maia | Beatriz Haddad Maia | 6           | 6           |  |  |              |                     |              |              |              |  |
|  |             | Kamilla Rachimova   | Kamilla Rachimova   | 1           | 3           |  |  | 8            | Beatriz Haddad Maia | 4            | 6            | 6            |  |
|  |             | Maddison Inglis     | Maddison Inglis     | 0           | 2           |  |  | 9            | Kristína Kučová     | 6            | 1            | 2            |  |
|  | 9           | Kristína Kučová     | Kristína Kučová     | 6           | 6           |  |  |              |                     |              |              |              |  |